# Schnittbildindikator

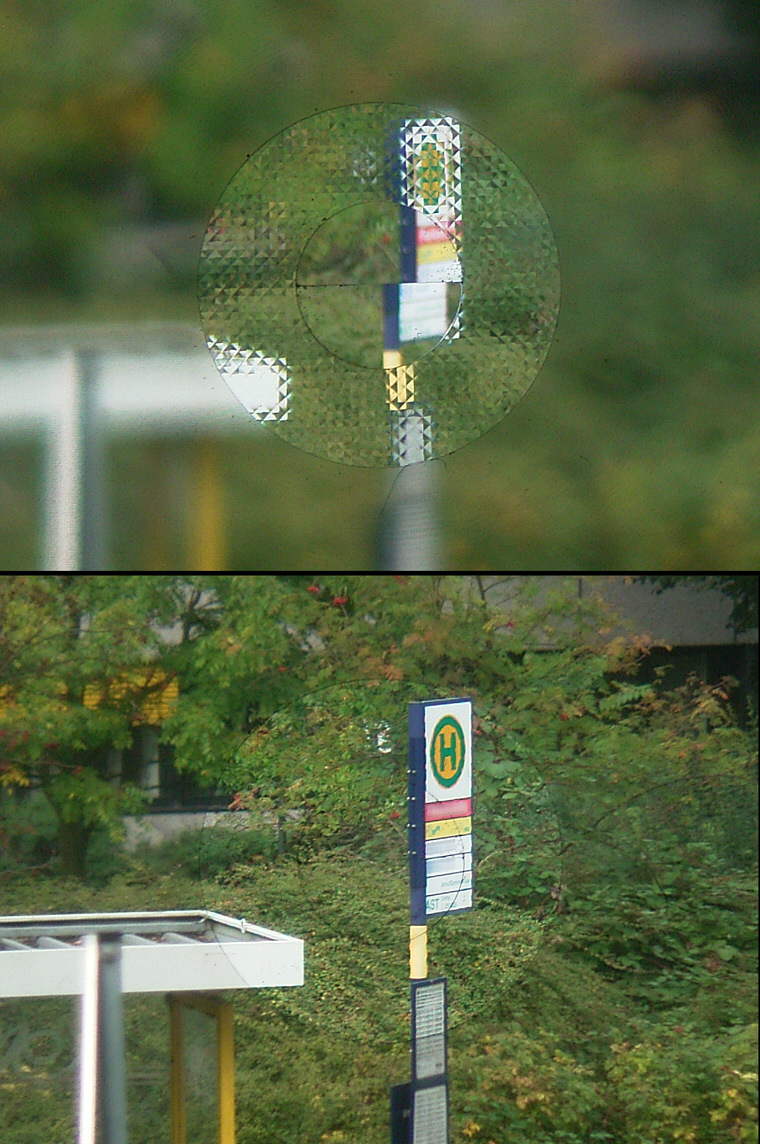
Mikroprismenring und Schnittbildindikator einer Kleinbild-Spiegelreflexkamera; oben unscharf, unten scharf eingestelltes Objektiv

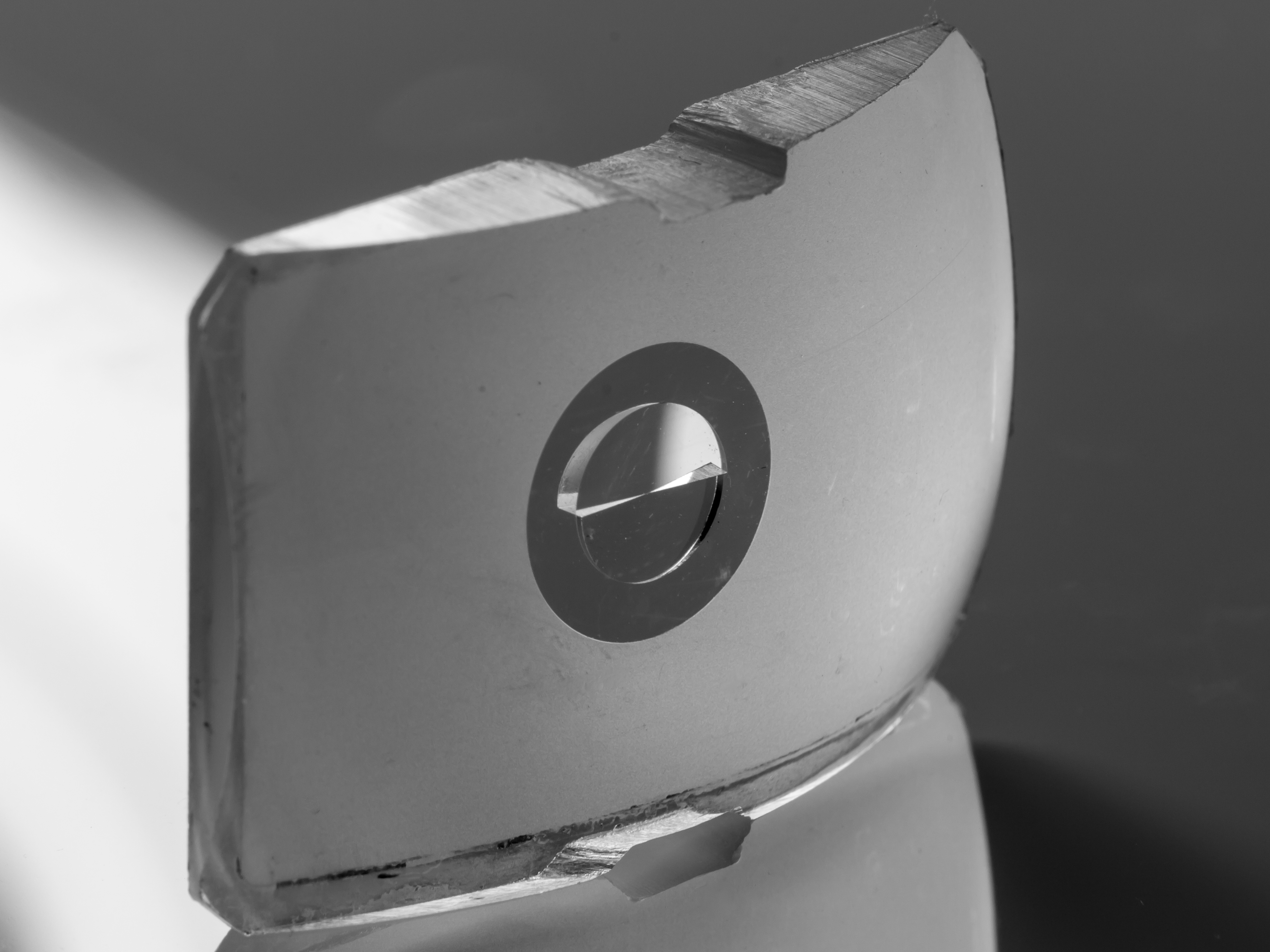
Auswechselbare Mattscheibe mit Klarglasfleck und Schnittbildindikator einer Kleinbild-Spiegelreflexkamera (Edixa Reflex Ba, ca. 1965)

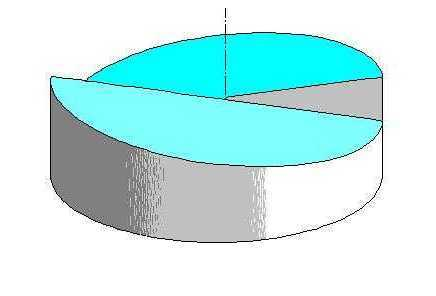
Modellzeichnung eines Schnittbildindikators

Der Schnittbildindikator ist gemeinsam mit dem Mikroprismenring ein Hilfsmittel zur manuellen Scharfstellung (Fokussierung) an Fotoapparaten.

## Zweck und Umsetzung
Der Schnittbildindikator befindet sich in der Mitte der Einstellscheibe im Sucher; er besteht aus einem zweigeteilten Kreis, dessen Hälften gegenläufig geneigt sind (Messkeile) und dadurch bei Defokussierung jeweils einen Teil des Motivs gegen den anderen Teil versetzt abbilden. Ist die Fokussierung korrekt, fügen sich die Schnittbilder passgenau aneinander.
Dies zu beurteilen bzw. die Scharfstellung gelingt am besten, wenn das Motiv quer zur Schnittlinie Konturkanten aufweist. Daher liegt die Schnittlinie häufig diagonal im Sucher, so dass auf vertikale und horizontale Linien oder Kanten gleichermaßen scharfgestellt werden kann. Viele Praktica- und ein Rollei-Spiegelreflexgehäuse verwenden auch einen diagonalen „Doppelschnittbildindikator“ mit drei Segmenten, der Tripelmesskeil genannt wird. Vereinzelt gibt es auch einen kreuzförmigen Schnittbildindikator mit vier Segmenten, sehr selten ist die Ausführung mit einer Raute in der Mitte der Kreisscheibe.
Zusätzlich ist um die Messkeile herum oft ein Mikroprismenring (Prismenraster) angebracht, der auch bei konturlosen Flächen ein Scharfstellen ermöglicht.
Bei vielen Spiegelreflexkameras mit Spotbelichtungsmessung entspricht die Messfläche ungefähr der Fläche des Schnittbildindikators.

## Verwendung in modernen Kameras
Moderne Autofokus-Spiegelreflexkameras verfügen in der Regel nicht mehr über eine Einstellscheibe mit Schnittbildindikator und/oder Mikroprismenring. Ausnahmen bilden sehr wenige Gehäuse wie die Minolta 9000 mit der Mattscheibe „PM“ (die auch in die Minolta 7000 passt) sowie verschiedene Nikon-Gehäuse. Einige Fremdanbieter bieten für verschiedene Kameramodelle passende Mattscheiben mit Schnittbildindikator an. Ihr Einsatz kann zu Abweichungen in der Belichtungsmessung führen.
Bei Kameras, die eine manuelle Fokussierung zulassen, kann eventuell der eingebaute Autofokus-Sensor als Ersatz für den Schnittbildindikator dienen, sofern die Kamera über elektronische Schärfeindikatoren im Sucher verfügt. Viele Autofokus-Spiegelreflexkameras bieten jedoch nur eine Anzeige, die die „Schärfe“ bestätigt, nicht jedoch die früher häufig anzutreffenden elektronischen Schärfewaagen aus drei LEDs („Pfeil-rechts“, „Kreis“, „Pfeil-links“).
Mattscheiben mit Schnittbildindikator und Prismenraster werden aus PMMA (Plexiglas) gepresst.